# TheFutureEmbrace
TheFutureEmbrace est le premier album solo de Billy Corgan, leader des groupes The Smashing Pumpkins et Zwan.
Cet album, à la sonorité résolument électronique, fut précédé par la sortie du premier simple, intitulé Walking Shade. TheFutureEmbrace inclut une collaboration avec le chanteur de The Cure, Robert Smith, sur la reprise des Bee Gees de To Love Somebody.
Malgré l'annonce médiatisée de Corgan, le jour de la sortie de cet album, de son intention de reformer les Smashing Pumpkins, la réception de TheFutureEmbrace fut très mitigée de la part des critiques et du public. L'album n'entra pas dans les charts britanniques et ne parvint qu'à la 31e position des charts américains, bien en dessous des anciens succès du chanteur-guitariste. En février 2006, les ventes de l'album ne dépassaient pas les 69 000 copies[réf. nécessaire].
La sortie de l'album s'appuya sur une brève tournée promotionnelle autour du monde, au cours de laquelle Corgan s'entoura de Matt Walker (batteur) (en), Brian Liesegang et Linda Strawberry.

## Réactions
- AllMusic (3/5) [1]
- The Music Box (3/5) [2]
- PopMatters (3/10) [3]
- Rolling Stone (2.5/5) [4]
- Static Multimedia (4/4) [5]
- Pitchfork (6.4/10) [6]
- Drowned In Sound (4/10) [7]

## Liste des titres
1. All Things Change - 3:59
2. Mina Loy (M.O.H.) - 3:53
3. The Camera Eye - 3:04
4. To Love Somebody - 4:00 
  - avec Robert Smith de The Cure
5. A100 - 4:23
6. DIA - 4:20 
  - avec Jimmy Chamberlin & Emilie Autumn
7. Now (And Then) - 4:43
8. I'm Ready - 3:44
9. Walking Shade - 3:14
10. Sorrows (In Blue) - 2:48
11. Pretty, Pretty Star - 3:46
12. Strayz - 3:31